# Ordovic muộn
Ordovic muộn hay Ordovic thượng là thống cuối cùng trong địa thời học của kỷ Ordovic trên Trái Đất. Thống này kéo dài từ khoảng 460,9±1,6 tới 443,7±1,5 triệu năm trước (Ma). Thống hay thế Ordovic muộn nằm ngay trên tầng Darriwil của thống/thế Ordovic giữa cùng kỷ và nằm ngay dưới tầng Rhuddan của thống Llandovery trong kỷ Silur.

## Phân chia
Hiện tại, vào năm 2008, thống Ordovic muộn được ICS chia thành 3 tầng từ trẻ nhất tới cổ nhất như sau:
- Thống Ordovic muộn
  - Tầng Hirnant
  - Tầng Katy
  - Tầng Sandby

## Tên gọi và GSSP
Các GSSP đã xác định trong thống Ordovic muộn là:
- Tầng Hirnant: 0,39 m phía dưới đáy tầng Quán Âm Kiều (观音桥), phẫu diện Vương Gia Loan Bắc (王家湾北), thôn Vương Gia Loan (王家湾), trấn Phân Hương (分乡), khu Di Lăng (夷陵), 42 km về phía bắc địa cấp thị Nghi Xương, tây tỉnh Hồ Bắc, Trung Quốc. Tọa độ: 30°59′2,68″B 111°25′10,76″Đ / 30,98333°B 111,41667°Đ.
- Tầng Katy: 4 m trên đáy của Bigfort Chert, phẫu diện Black Knob Ridge, 5 km đông bắc thị trấn Atoka  (Nam Oklahoma, Hoa Kỳ), gần hồ Katy. Tọa độ: 34°25.829′B 96°4.473′T / 34,430483°B 96,07455°T.
- Tầng Sandby: 4 m dưới phosphorit trong vỉa trồi E14a, Fågelsång, Scane, miền nam Thụy Điển. Tọa độ 55°42′49,3″B 13°19′31,8″Đ / 55,7°B 13,31667°Đ.

## Định nghĩa
Giới hạn dưới của tầng Sandby (cũng là giới hạn dưới của thống) là sự xuất hiện lần đầu tiên của loài bút thạch có danh pháp Nemagraptus gracilis. Giới hạn trên của tầng Hirnant với tầng Rhuddan là trước sự xuất hiện lần đầu tiên của loài bút thạch có danh pháp Akidograptus ascensus.

## Sự sống
Vào thời gian này, Tây Âu và Trung Âu cùng Bắc Mỹ va chạm với nhau để tạo ra Laurentia, trong khi các sông băng hình thành tại Gondwana, khi đó đang ở vị trí cận kề Nam cực. Điều này gây ra sự sụt giảm nhiệt độ toàn cầu, tạo ra các điều kiện trong một "nhà băng giá".
Trong phần lớn thời gian của thống này sự sống vẫn tiếp tục thịnh vượng, nhưng vào gần cuối thống này đã xảy ra sự kiện tuyệt chủng hàng loạt có ảnh hưởng nghiêm trọng tới các dạng phù du như động vật răng nón (Conodonta), bút thạch (Graptolithina) và một vài nhóm bọ ba thùy như Agnostida và Pytchopariida, làm chúng bị tuyệt chủng hoàn toàn, và tới Asaphida với sự sụt giảm lớn. Các loài động vật chân mang (Brachiopoda), động vật hình rêu (Bryozoa) và động vật da gai (Echinodermata) cũng chịu ảnh hưởng nặng. Bộ Endocerida trong lớp động vật chân đầu (Cephalopoda) chết gần như toàn bộ, ngoại trừ có lẽ chỉ là các dạng hiếm trong kỷ Silur. Sự kiện tuyệt chủng kỷ Ordovic-kỷ Silur có thể bị gây ra bởi thời kỳ băng hà diễn ra vào cuối kỷ Ordovic do giai đoạn cuối thống Ordovic muộn là một trong thời kỳ lạnh giá nhất trong 600 triệu năm gần đây của lịch sử Trái Đất.